# Franz Ferdinand Baumgarten

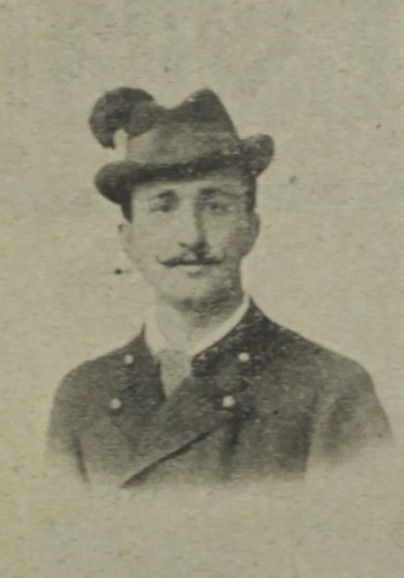
Franz Ferdinand Baumgarten, um 1899

Franz Ferdinand Baumgarten (* 6. November 1880 in Budapest; † 18. Januar 1927 in Starý Smokovec) war ein ungarischer Schriftsteller, Kritiker und Literaturhistoriker. 

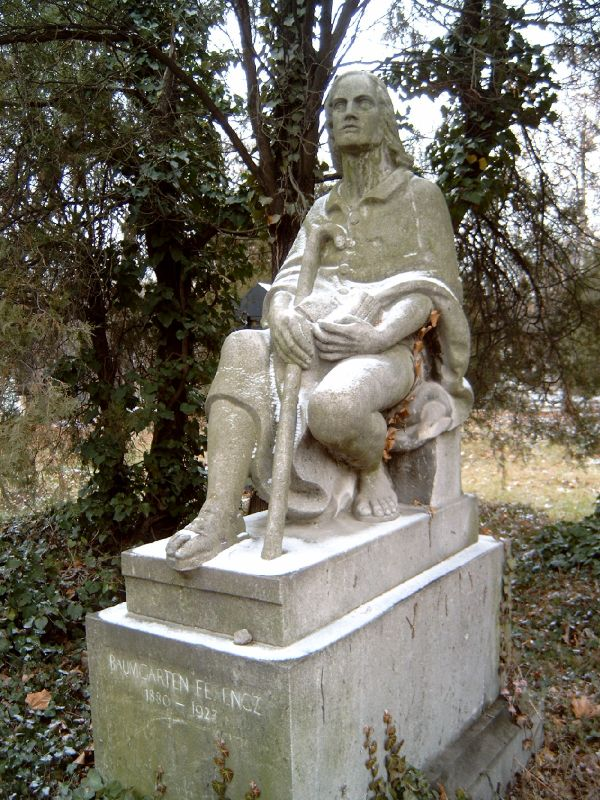
Grab auf dem Kerepesi temető

## Leben
Baumgarten, der in deutscher Sprache publizierte, schrieb unter anderem ein Werk über Conrad Ferdinand Meyer, das mehrere Auflagen erlebte. Seine Streitschrift Zirkus Reinhardt aus dem Jahr 1920 richtete sich gegen Max Reinhardt. Thomas Mann berichtete in einem Brief an Ernst Bertram vom 6. Februar 1918, er habe tags zuvor einen "hervorragend gescheiten" Vortrag von Baumgarten gehört, der, ein "hochelegantes Budapester Herrchen mit Monokel und am Krückstock", ihn auch besucht habe.
Baumgarten stiftete 1923 den Baumgarten-Preis, der bis 1949 als ein bedeutender ungarischer Literaturpreis vergeben wurde.

## Werke
- Das Werk Conrad Ferdinand Meyers. Renaissance-Empfinden und Stilkunst, München 1917
- Zirkus Reinhardt, Potsdam 1920
- Die Mutter, Berlin 1921